# Terasa nadzalewowa
Terasa nadzalewowa lub taras nadzalewowy – forma ukształtowania terenu występująca w dolinach rzecznych, rodzaj terasy. Jest to płaski teren znajdujący się powyżej terasy zalewowej, a więc obszaru zalewanego przez rzeki przy wysokich stanach wody. Jest pozostałością po dawniejszej terasie zalewowej. Powstaje, gdy rzeka wcina się w głąb osadów  rzecznych tworząc niżej położone koryto rzeczne i nową terasę zalewową.
W dolinach rzecznych może występować kilka poziomów teras nadzalewowych.

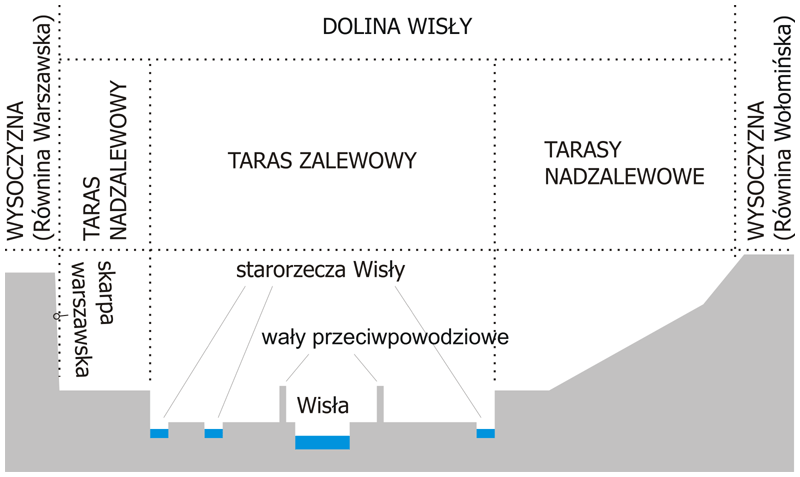
Dolina Wisły w Warszawie – schematyczny przekrój poprzeczny.